# You Don't Know Me (canción de 1955)
"You Don't Know Me" es una canción escrita por Eddy Arnold y Cindy Walker en 1955 . "You Don't Know Me" fue grabada por primera vez por Arnold ese año y lanzada como sencillo el 21 de abril de 1956 por el sello discográfico RCA Victor. Sin embargo, la primera versión de la canción que logró aparecer en las listas de Billboard fue la de Jerry Vale en 1956, alcanzando el puesto número 14 en la lista pop. La versión de Arnold llegó a las listas de éxitos dos meses después, con "The Rockin' Mockin' Bird" cara B, que alcanzó el número 10 en la lista country de Billboard. La versión más vendida de la canción es la de Ray Charles, quien la llevó al número 2 en la lista Billboard Hot 100 en 1962, después de lanzar la canción en su álbum Modern Sounds in Country and Western Music. La revista musical Cash Box, que combinó todas las versiones más vendidas en una sola posición, incluyó una versión de Carmen McRae que nunca apareció en la lista Top 100 Sides de Billboard .

## Composición
En su libro Eddy Arnold: Pioneer of the Nashville Sound, el autor Michael Streissguth describe cómo Arnold y Walker compusieron la canción: 
La cantante y compositora de música country Cindy Walker, quien le había proporcionado a Eddy Arnold uno de sus primeros números uno con su composición "Take Me in Your Arms and Hold Me", recordó haber discutido la idea de "You Don't Know Me" con Eddy cuando salía de una de las convenciones anuales de disc-jockeys de Nashville . "Subí a la suite Victor para despedirme de Steve Sholes ", explicó, "y justo cuando me iba, Eddy entró por la puerta". Arnold se acercó a Walker con el título de la canción: "Tengo un título de canción para ti... 'You Don't Know Me'". Walker, en broma, respondió: "¡Pero yo te conozco!", a lo que Arnold replicó que hablaba en serio y procedió a esbozar la historia de Arnold y pensar en cómo convertirla en una letra y una melodía viables, lo que finalmente surgió de manera natural. "La canción empezó a sonar como si se escribiera sola..."
La canción cuenta la historia de un hombre que "nunca (conoció) el arte de hacer el amor" y su encuentro amistoso con alguien a quien conoce pero ama en secreto. Por temor al rechazo, el narrador nunca expresa sus sentimientos hacia el objeto de sus afectos y la deja irse con otro "tipo afortunado" sin saber nunca si ella lo ama. La letra se neutraliza en cuanto al género cuando es interpretada por una mujer.

## Versiones notables
La versión más vendida de la canción es la grabada por Ray Charles, quien la llevó al número 2 en la lista Billboard Hot 100 en septiembre de 1962. La canción había sido incluida en su álbum Modern Sounds in Country and Western Music. Fue el sencillo que siguió a " I Can't Stop Loving You ", que mantuvo la posición número 1 durante cinco semanas. Esta versión también encabezó la lista Adult Contemporany durante tres semanas en 1962 y se utilizó en la película cómica de 1993 Groundhog Day de Harold Ramis. La canción fue el duodécimo éxito número uno de la música country de Mickey Gilley en 1981.
La canción ha sido interpretada o grabada por cientos de artistas, incluidos Elvis Presley, Bob Dylan y Willie Nelson. Charles volvió a grabarla junto con Diana Krall en su álbum de duetos, Genius Loves Company. Fue cantada por Meryl Streep en la película Postcards from the Edge de 1990, por John Legend en el episodio "The Bat Mitzvah" de Curb Your Enthusiasm de 2007, por Robert Downey Jr. en la película Two Girls and a Guy de 1998, y por Lizzy Caplan.
 

## Listas de éxitos

### Eddy Arnold
| Lista (1956)                       | Puesto |
| ---------------------------------- | ------ |
| Estados Unidos (Hot Country Songs) | 10     |

### Jerry Vale
| Lista (1956)                       | Puesto |
| ---------------------------------- | ------ |
| Estados Unidos (Billboard Hot 100) | 14     |

### Lenny Welch
| Lista (1960)                           | Puesto |
| -------------------------------------- | ------ |
| Estados Unidos (Billboard Hot 100)     | 45     |
| Estados Unidos (Hot R&B/Hip-Hop Songs) | 28     |

### Ray Charles
| Lista (1962)                           | Puesto |
| -------------------------------------- | ------ |
| Estados Unidos (Billboard Hot 100)     | 2      |
| Estados Unidos (Hot R&B/Hip-Hop Songs) | 5      |
| Estados Unidos (Adult Contemporary)    | 1      |
| Reino Unido (UK Singles Chart)         | 9      |

### Elvis Presley
| Lista (1968)                        | Puesto |
| ----------------------------------- | ------ |
| Estados Unidos (Billboard Hot 100)  | 44     |
| Estados Unidos (Adult Contemporary) | 34     |

### Ray Pennington
| Lista (1970)                       | Puesto |
| ---------------------------------- | ------ |
| Estados Unidos (Hot Country Songs) | 61     |

### Mickey Gilley
| Lista (1981)                        | Puesto |
| ----------------------------------- | ------ |
| Estados Unidos (Hot Country Songs)  | 1      |
| Estados Unidos (Billboard Hot 100)  | 55     |
| Estados Unidos (Adult Contemporary) | 12     |